# میکل اوهلسان
میکل اوهلسان، (به سوئدی: Mikael Ohlsson) (زاده ۲۷ دسامبر ۱۹۵۷) کارآفرین، بازرگان و مدیر ارشد اجرایی سوئدی است، که در حال حاضر به‌عنوان مدیر عامل اجرایی و رییس هیئت مدیره شرکت آیکیا فعالیت می‌نماید.